# Directorio de Planificación (Israel)
La Dirección de Planificación de Israel es un departamento del Estado Mayor de las Fuerzas Armadas de Israel dedicado en la planificación estratégica, la construcción de bases militares y la organización militar. También sirve como un organismo de planificación para el Ministerio de Defensa, y representa a las FDI en varios campos relacionados con el ministro de Defensa. El directorio está formado por la División de Planificación, la División de Planificación Estratégica, el Centro de Análisis de Sistemas y la División de Infraestructura y Organización. Actualmente, el directorio está dirigido por el General Amikam Norkin.